# Olvasószerkesztő

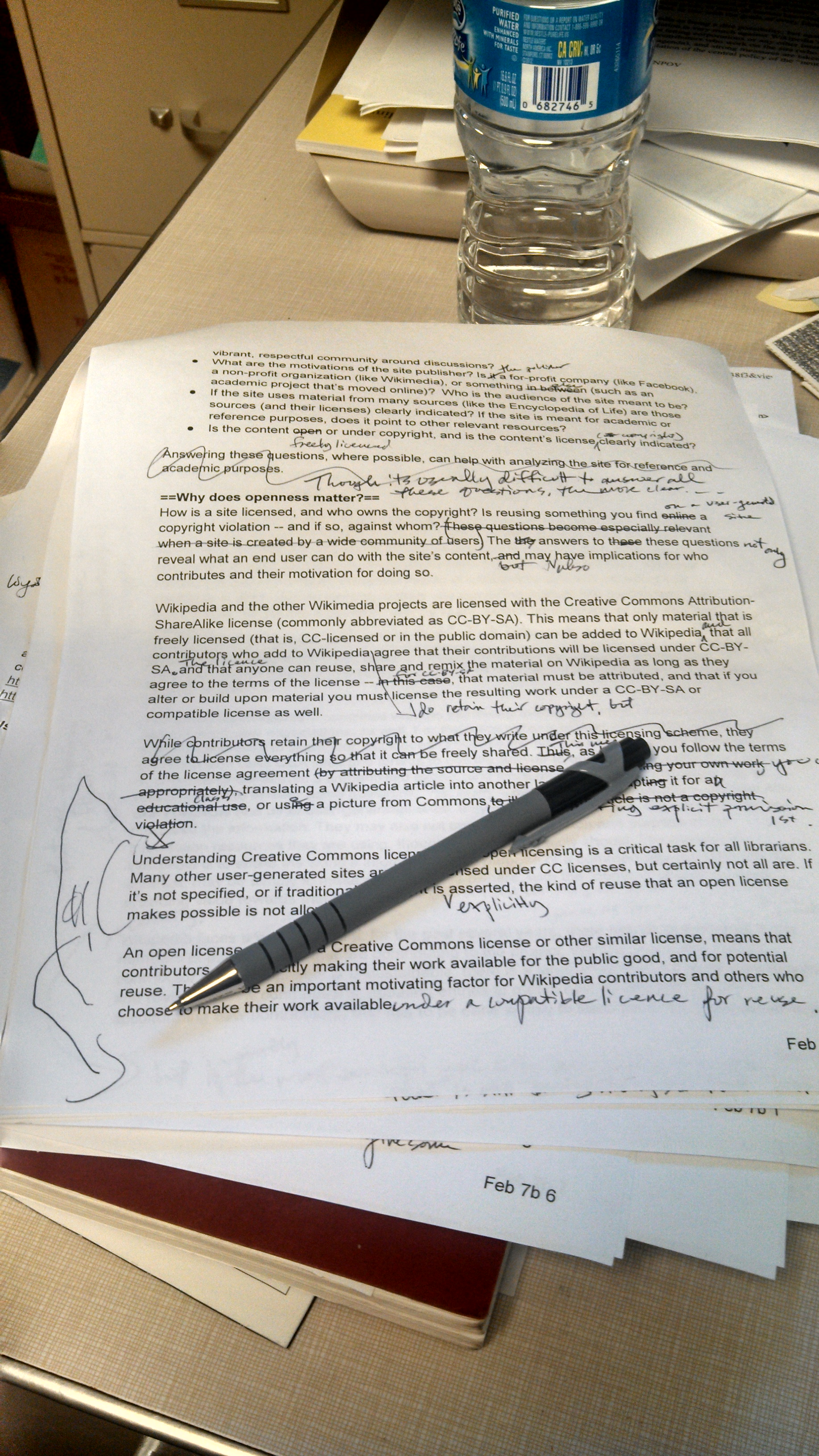
Kézirat lektorálás után

Az olvasószerkesztő a kiadásra szánt szövegek nyelvi ellenőrzésével foglalkozik. Helyesírási és nyelvhelyességi hibákat, elütéseket, tárgyi tévedéseket, valamint stílusbeli hibákat javít. Nevezhető még nyelvi lektornak, kéziratgondozónak is.

## A nyomtatvány előkészítésében betöltött szerepe
A szerző fájlban vagy legépelve eljuttatja a művét a kiadóhoz. Ha nincsen meg digitális formában a szöveg, akkor az első, hogy bedigitalizálják, vagyis valaki begépeli vagy beszkenneli. Ebben az esetben szükséges, hogy a szerkesztő az eredeti és az elkészült példányt összevesse és kijavítsa az eltéréseket. Ekkor már rögtön az alapvető helyesírási hibákat is korrigálja. A digitálisan leadott anyagot is elő kell készíteni: megfosztják a szöveget a formázásoktól és a felesleges karakterektől, mint például az egymás mellett lévő sok sortörés vagy szóköz.
Ezután általában a szerkesztő a fájlban elvégzi a szükségesnek érzett javítások nagyját, és elküldi az anyagot a tördelőnek, aki betördeli a szöveget. A betördelt anyagot képként visszakapja a szerkesztő. Ezt ő már nem módosíthatja, ezért a képbe a számítógépen, vagy egy kinyomtatott példányon korrektúrajelekkel vezeti be a javításait. Ezeket a javításokat a tördelő átírja a betördelt változatban, majd újra elküldi képként a szerkesztőnek, aki ismét megteszi a javításra vonatkozó javaslatait. Ez annyiszor ismétlődik, ahányszor szükségesnek érzik, általában maximum 3-4 alkalommal.
Egyre gyakoribb, hogy a szerkesztő és a korrektor a tördelőprogramban javít. 
A könyvkiadóban dolgozó szerkesztő részt vesz a kiadásra szánt művek kiválasztásában, és fülszöveget ír a könyvekhez, amelyeket gondozott.
Gyakran dolgozik a szerkesztő mellett egy korrektor, aki csak a helyesírásra és a központozásra ügyel. A korrektor és a szerkesztő között az a különbség, hogy az utóbbi a helyesíráson kívül ügyel a szöveg gördülékenységére és a megjelenő adatok pontosságára is.